# Megacraspedus alfacarellus
Megacraspedus alfacarellus är en fjärilsart som beskrevs av Eugen Wehrli 1926. Megacraspedus alfacarellus ingår i släktet Megacraspedus och familjen stävmalar. Inga underarter finns listade i Catalogue of Life.